# Avani
Avani (Baniva, Baniva del Guainía), jedno od Arawakan plemena nastanjeno uz granicu Kolumbije i Venezuele. Avani, nazivani i Baniva ne smiju se brkati s plemenom Baniwa čiji jezici pripadaju istoj porodici, ali su međusobno nerazumljivi. Danas oko 2,000 Baniva živi u brazilskoj državi Amazonas i istočnoj Kolumbiji uz desnu obalu Rio Negra u departmanu Guainía. Jezik je smatran za izumrlim, sve dok nije otkriveno da ga govore u jednom selu u Venezueli. Njihovim dijalektom govorili su Quirruba Indijanci.

## Vanjske poveznice
- Baniva
- Oraciones condicionales en baniva y yavitero (arahuacas)  Arhivirana inačica izvorne stranice od 7. rujna 2008. (Wayback Machine)